# Hüseyin Kandemir
Hüseyin Kandemir, född 9 september 1986, är en turkisk roddare.
Kandemir tävlade för Turkiet vid olympiska sommarspelen 2016 i Rio de Janeiro, där han tillsammans med Cem Yılmaz slutade på 16:e plats i lättvikts-dubbelsculler.